# Athyrium glabratum
Athyrium glabratum là một loài thực vật có mạch trong họ Woodsiaceae. Loài này được (Mett. ex Kuhn) Alston miêu tả khoa học đầu tiên năm 1956.